# Дюшен, Эрнест
Эрне́ст Дюше́н (фр. Ernest Duchesne; 30 мая 1874, Париж — 12 апреля 1912, Амели-ле-Бен) — французский врач; задолго до А. Флеминга экспериментально установил антибиотические свойства пенициллиума. Также внёс большой вклад в развитие топической диагностики в неврологии.

## Биография
В 1894 году поступил в Школу военно-медицинской службы в Лионе. 
В 1897 году Дюшен обнаружил пенициллин. Он заметил, что арабские конюхи использовали плесень с сёдел, чтобы обработать раны на спинах лошадей. Работая с грибами рода Penicillium, он опробовал плесень на морских свинках и обнаружил её разрушающее действие на палочку брюшного тифа. Дюшен представил диссертацию на соискание докторской степени, посвящённую «антагонизму между плесенью и микробами».
Эрнест Дюшен послал свою диссертацию в Институт Пастера, но не получил ответа. Он считал необходимым продолжение исследований, но этому помешала дальнейшая военная служба.
Один год провёл в интернатуре в Валь-де-Грас, затем был назначен майором медицины 2-го класса во 2-й гусарский полк в Санлис.
В 1901 году женился. Через два года жена умерла от туберкулёза.
В 1904 году заболел тяжёлой грудной болезнью (предположительно — туберкулёзом). Через три года был уволен с военной службы и направлен в санаторий в Амели-ле-Бен.
Умер 12 апреля 1912 года, в возрасте 37 лет. Похоронен рядом с женой на кладбище Гран-Жас в Каннах.